# Rafelbunyol
Rafelbunyol è un comune spagnolo di 5 727 abitanti situato nella comunità autonoma Valenciana.